# Puente de la Reconquista
El Puente de la Reconquista fue un puente vehicular de la Ciudad de Buenos Aires, Argentina, obra del arquitecto Mario Roberto Álvarez.
La obra se elevaba junto a la Avenida Juan B. Justo entre las calles José Antonio Cabrera y Castillo, por sobre la Avenida Córdoba, la Avenida Cnel. Niceto Vega y las vías del Ferrocarril General San Martín. Se encontraba en el límite de los barrios de Palermo y Villa Crespo.
Su desmontaje y demolición comenzó en octubre de 2018 en el marco de la elevación de las vías del Ferrocarril San Martín en viaducto. De esta forma los cruces de las avenidas Cnel. Niceto Vega y Córdoba con la Avenida Juan B. Justo, luego de 50 años, volvieron a estar a nivel y en la actualidad son cruces de avenidas con semáforos.

## Inauguración
Fue inaugurado el 12 de agosto de 1969, en conmemoración del 163.º aniversario de la Reconquista de Buenos Aires, cuando tropas mandadas por Santiago de Liniers reconquistan la ciudad, derrotando al ejército británico y capturando a su general, William Beresford.

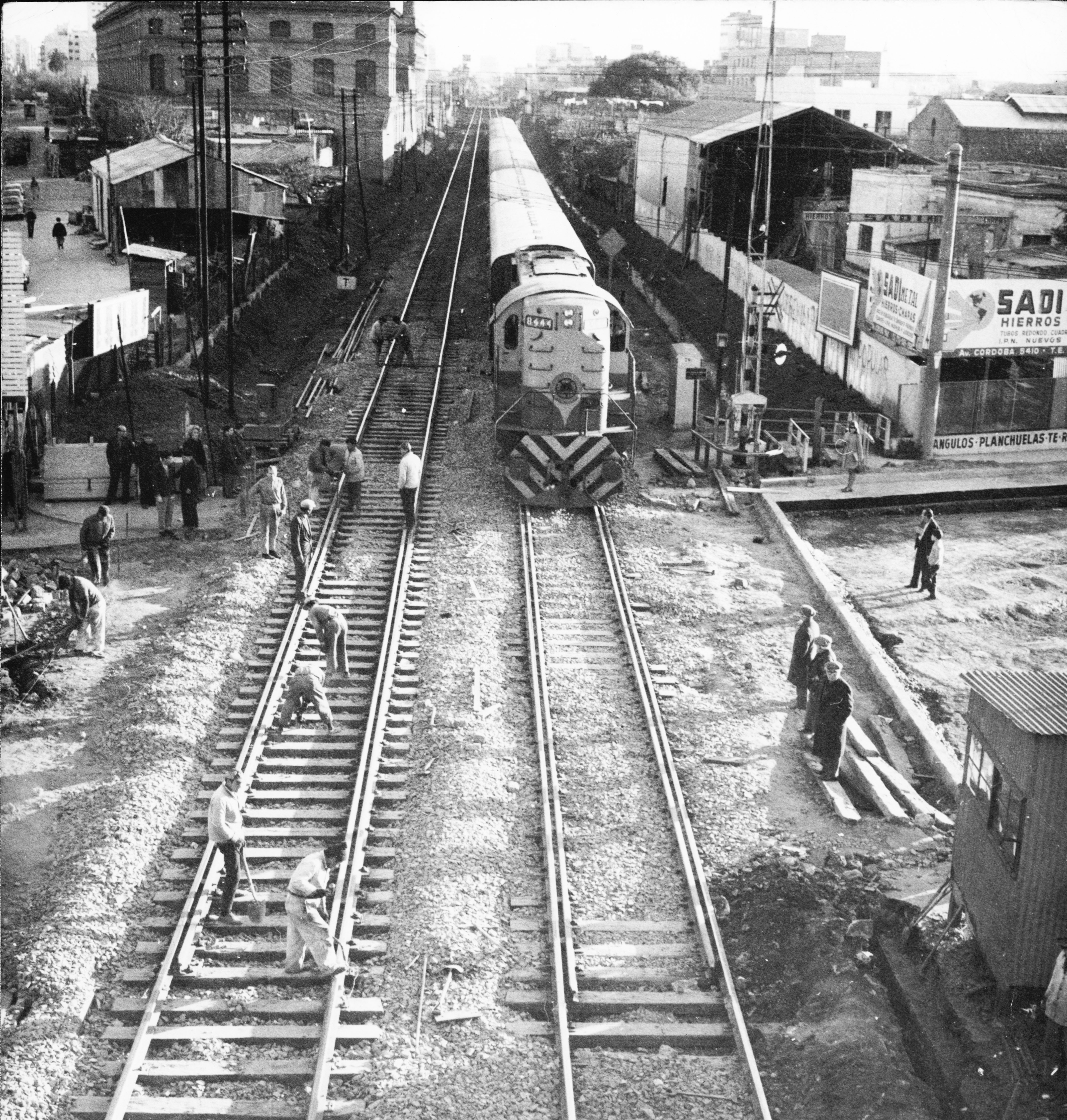
Las vías del FC San Martín en el viejo paso a nivel durante la construcción del Puente de la Reconquista.

## Descripción
Tenía un ancho de 32 m y una longitud de 374 m, con dos rampas de acceso de 11 m de largo cada una y 10 tramos intermedios con luces. Se hallaba emplazado sobre la canalización del arroyo Maldonado y su altura máxima era de 7,68 m. Poseía tres carriles de ida y tres de vuelta.

### Problemas
Durante 2006 la Defensoría del Pueblo de la Ciudad de Buenos Aires pudo constatar ciertos inconvenientes en el estado del puente. Se verificaron problemas en las zonas de apoyo de las vigas, puntos donde el recubrimiento de hormigón ha desaparecido dejando a la vista las armaduras de acero en estado de corrosión. También se apreciaban descascaramientos de hormigón en las losas y parapetos laterales del puente. Asimismo se pudo apreciar la existencia de filtraciones de humedad que han atravesado la masa del hormigón armado. Estos hechos motivaron al aviso al Ministro de Planeamiento y Obras Públicas del Gobierno de la Ciudad para una solución segura.

## Década de 2010
En 2014, el entonces Ministro de Interior y Transporte Florencio Randazzo, anunció, junto al entonces Jefe de Gabinete porteño Horacio Rodríguez Larreta, la construcción de un viaducto entre las estaciones Palermo y La Paternal de la Línea San Martín. Dicho viaducto comprendía la eliminación de 11 pasos a nivel, la apertura de calles cortadas por las vías y la demolición del Puente de la Reconquista. En octubre de 2016, el entonces Ministro de Transporte Guillermo Dietrich y el Jefe de Gobierno porteño Horacio Rodríguez Larreta anunciaron nuevamente este proyecto, estableciendo como fecha de finalización marzo de 2019.

## Demolición
El 7 de agosto de 2018 la empresa Autopistas Urbanas S.A. (AUSA) anuncia oficialmente el desmontaje y demolición de la estructura para fines de septiembre del mismo año. Los trabajos comenzaron el día 15 de septiembre con el desmontaje de toda la luminaria y dejando un solo carril por sentido habilitado para el uso vehicular. Finalmente, el día 2 de octubre de 2018 en horas del mediodía se produce el corte total y definitivo del puente para su posterior desmontaje en tramos.
El día 16 de octubre de 2018 se logran remover las primeras dos vigas centrales del tramo ubicado sobre la traza del ferrocarril mediante dos grúas de gran porte ubicadas cada una sobre cada extremo de dicho tramo del puente.
El día 7 de noviembre de 2018 se remueve la última viga que pasaba por sobre el espacio aéreo de Córdoba, quedando así liberados completamente los tramos por sobre las vías del tren y de dicha Avenida.
El día 13 de diciembre de 2018 y por el término de dos meses se corta al tránsito la Avenida Niceto Vega para remover las vigas que pasan por sobre dicha arteria.
Durante la primera semana de abril de 2019 se elimina el último arco que quedaba del lado este de la Av. Niceto Vega. De esta manera el Puente de la Reconquista pasó a la historia.
Los restos de gran parte de la estructura de éste puente fueron utilizados como relleno para ganar terreno al río y la ampliación del Aeroparque Jorge Newbery.